# Mexican International Challenge 2022
Die Mexican International Challenge 2022 fand vom 12. bis zum 16. April 2022 in Aguascalientes statt. Es war die zweite Austragung dieser internationalen Meisterschaften von Mexiko im Badminton.

## Sieger und Platzierte
| Disziplin    | Gold                           | Silber                              | Bronze                                 |
| ------------ | ------------------------------ | ----------------------------------- | -------------------------------------- |
| Herreneinzel | Minoru Koga                    | Jonathan Matias                     | Pablo Abián                            |
| Herreneinzel | Minoru Koga                    | Jonathan Matias                     | Riku Hatano                            |
| Dameneinzel  | Riko Gunji                     | Natsuki Nidaira                     | Jennie Gai                             |
| Dameneinzel  | Riko Gunji                     | Natsuki Nidaira                     | Natsuki Oie                            |
| Herrendoppel | Shuntaro Mezaki Haruya Nishida | Jones Ralfy Jansen Jan Colin Völker | Rubén Castellanos Christopher Martínez |
| Herrendoppel | Shuntaro Mezaki Haruya Nishida | Jones Ralfy Jansen Jan Colin Völker | Ayato Endo Yuta Takei                  |
| Damendoppel  | Rui Hirokami Yuna Kato         | Ayako Sakuramoto Hinata Suzuki      | Nicole Frevold Ishika Jaiswal          |
| Damendoppel  | Rui Hirokami Yuna Kato         | Ayako Sakuramoto Hinata Suzuki      | Jaqueline Lima Sâmia Lima              |
| Mixed        | Naoki Yamada Moe Ikeuchi       | Vinson Chiu Jennie Gai              | Fabrício Farias Jaqueline Lima         |
| Mixed        | Naoki Yamada Moe Ikeuchi       | Vinson Chiu Jennie Gai              | Jones Ralfy Jansen Linda Efler         |